# إفراد (نحو)
المفرد مقابل المركب وعرفه أهل العربية بأنه: اللفظ بكلمة واحدة، اللفظ ليس بمعنى التلفظ بل بمعنى الملفوظ.
واللفظ المفرد نوعان:
1. لفظ مهمل وهو غير المستعمل بمعنى ما ليس موضوعا للدلالة على معنى
2. لفظ مستعمل وهو: ما وضع للدلالة على معنى